# Lamar Jackson
Lamar Demeatrice Jackson Jr. (Pompano Beach, Florida, Estados Unidos, 7 de enero de 1997) es un jugador profesional de fútbol americano. Juega en la posición de quarterback y actualmente milita en los Baltimore Ravens de la National Football League (NFL).
Jugó al fútbol universitario en Louisville donde ganó el Trofeo Heisman, el Premio Maxwell, el Premio Walter Camp y fue unánimemente seleccionado como All-American en 2016. 
Jackson fue seleccionado en el puesto 32.º por los Baltimore Ravens en la primera ronda del Draft de la NFL de 2018. Sustituyó a Joe Flacco por una lesión, y  asumió el puesto de mariscal titular. En su segunda temporada, Jackson lideró a los Ravens en el segundo título de división consecutivo, además, alcanzó el récord, en una temporada, de yardas conseguidas como mariscal en la NFL, anteriormente de Michael Vick.